# 한국사람 (가수)
한국사람은 대한민국의 래퍼 및 프로듀서로, 본명은 최성(崔星)이고 Cavin Ghost라는 예명으로도 활동 중이다. 자신같은 사람도 음악을 할 수 있도록 동기부여를 주기 위해 활동을 시작했다고 한다.

## 학력
- 늘푸른고등학교 (중퇴)

## 디스코그래피

### 정규 음반
- 환상 (2018)
- 한(恨) (2021)
- 2:27 (2021)
- 화이트 : DABDA (2021)
- 천사 (2022)
- 사이코시스:뮤 (2023)

### EP
- 전설 (2018)
- 127 (2018)
- 꽃뱀 (2019)
- 유령 (2019)
- NETFLIX & CHILL (2020)
- 멸망:滅亡 (2022)
- convalescent#1 (2022)

### 합작
- sweet home (2021)

### 싱글
- 결혼할수있을까
- SLUT (걸레)
- V
- rising
- 라이징(Rising) (feat. Lil Cherry) (rising)
- Save Me Right Now (rising)
- 구원
- 구원 (Prod. Suwoncityboy)

## 믹스테잎
- my cool edit pro : 신의 사랑을 위하여
- 학교에 안갔어
- J.U.D.I(my cool edit pro part2)
- 나는 보았는데요
- TWO KINGS IN THE NIGHT
- ROYAL
- OMNIBUS
- 핑크캐리어
- 막 연 한 우 울
- 씨-발
- May I bloom
- 엠창인생
- 미래인간 : 진행중
- 옆집이모

### 피쳐링

#### 2018년
- 4월 17일 WONJAEWONJAE & Kimchidope - KOREAN BOY
- 7월 9일 FUTURISTIC SWAVER - DTMC (with 염따) (19금)

#### 2019년
- 1월 19일 맥대디 - 주인 (with EK)
- 2월 8일 FUTURISTIC SWAVER - Leave Me
- 3월 13일 처리커리 - 내가 아홉살이라면.
- 4월 3일 플레이버대시 - LV
- 5월 17일 Gunny - 둠둠
- 7월 6일 스윙스 & 한요한 - 호루라기 Remix
- 8월 14일 Kivvi Kid - Astro11
- 8월 17일 zzuno だいすき! - sexcuse me♡
- 10월 30일 Kivvi Kid - 미워
- 11월 4일 FUTURISTIC SWAVER - Krazy
- 12월 5일 oo kiki - Nobody (with Futuristic Swaver)

#### 2020년
- 1월 2일 전병주 - 여기까지 / LeeMIG - 落ちる星 / LeeMIG - BAZEL Freestyle
- 2월 19일 희재? - POP KIMCHI (19금)
- 2월 25일 PAAD - 양아치 / PAAD - 男子 (with $ATSUKI) (19금)
- 4월 4일 Lokid - 살짝!
- 4월 6일 Fresty Wxs - U COULD BE MY MAIN (19금)
- 4월 22일 딜리비어 - 서평
- 5월 4일 Icey Blouie - POLO (19금)
- 6월 26일 데브론 - 퍽밷 (19금) / DikkBoy - Trip with my 'Friends'
- 7월 20일 플레이버대시 - Paid Features
- 12월 15일 Neutral ADK - CAN FLY

#### 2021년
- 1월 14일 Ohnimeel - Burning!
- 1월 20일 킴 애딕 - My Room
- 3월 26일 적색밴드 - tonight / 적색밴드 - 안돼!
- 4월 5일 jayvito - Countryman Rhapsody'
- 5월 17일 봉우석 - 멈춰
- 6월 11일 김고0 - Blurry
- 6월 23일 미소지음 (MISOZIUM) - 코스모스
- 7월 4일 lick4slf - 지나고 이어져 망가진
- 11월 13일 래원 - Galaxy S2 (19금)

## 방송 출연 / 지원
- Show Me The Money (시즌 6)
- Show Me The Money 777
- Show Me The Money (시즌 9)